# HD78140
HD78140 — хімічно пекулярна зоря спектрального класу F0, що має видиму зоряну величину в смузі V приблизно  9,1.
Вона  розташована на відстані близько 541,8 світлових років від Сонця.